# Forest City (Carolina do Norte)
Forest City é uma cidade  localizada no estado norte-americano de Carolina do Norte, no Condado de Rutherford.

## Demografia
Segundo o censo norte-americano de 2000, a sua população era de 7549 habitantes.
Em 2006, foi estimada uma população de 7324, um decréscimo de 225 (-3.0%).

## Geografia
De acordo com o United States Census Bureau tem uma área de
21,3 km², dos quais 21,3 km² cobertos por terra e 0,0 km² cobertos por água. Forest City localiza-se a aproximadamente 265 m acima do nível do mar.

## Localidades na vizinhança
O diagrama seguinte representa as localidades num raio de 12 km ao redor de Forest City.